# روكسانا باباجان
روكسانا روبينوفنا باباجان ( (بالأرمنية: Ռոքսանա Ռուբենի Բաբայան)‏، (بالروسية: Рокса́на Рубе́новна Бабая́н)‏ هي مغنية البوب والممثلة السوفياتية والروسية وفنانة الشعب الروسي (1999).  ولدت في 30 مايو 1946 في طشقند،  الأوزبكية، اتحاد الجمهوريات الاشتراكية السوفياتية. وهي مشاركة نشطة في حماية الحيوانات المتشردة، ورئيسة الرابطة الروسية لحماية الحيوانات.

## روابط خارجية
- روكسانا باباجان على موقع IMDb (الإنجليزية)
- روكسانا باباجان على موقع ميوزك برينز (الإنجليزية)
- روكسانا باباجان على موقع ديسكوغز (الإنجليزية)
- روكسانا باباجان على موقع كينوبويسك (الروسية)